# I will survive (Gloria Gaynor)
I will survive is een nummer van de Amerikaanse zangeres Gloria Gaynor uit 1978. Het werd geschreven door Freddie Perren en Dino Fekaris.

## Geschiedenis
I will survive werd oorspronkelijk uitgebracht als de B-kant van Gaynors single Substitute. Toen diskjockeys het nummer ontdekten en veelvuldig begonnen te draaien, groeide I will survive echter uit tot een wereldhit. Het bereikte de eerste plaats van de Amerikaanse en Britse hitlijsten en werd ook een top 10-hit in Canada, Australië, Zuid-Afrika en verschillende Europese landen. In 1980 werd het lied bekroond met een Grammy Award voor het beste disconummer, de enige keer dat deze categorie bestond.
De videoclip voor I will survive werd in 1979 opgenomen in een discotheek in New York.
Het lied is door de jaren heen zeer populair gebleven, vooral ook in de Lgbt-gemeenschap. In 2016 werd het nummer toegevoegd aan de National Recording Registry.

## Muzikanten
- Zang: Gloria Gaynor
- Drums: James Gadson
- Percussie: Paulinho da Costa
- Basgitaar: Scott Edwards
- Keyboard: Freddie Perren
- Gitaar: Bob "Boogie" Bowles en Robert White
- Strijkers: gearrangeerd door Dave Blumberg

## Andere uitvoeringen

### Door internationale artiesten
Van I Will Survive zijn door de jaren heen talloze covers verschenen.   
- De Britse dancegroep Bizarre Inc gebruikte de piano-intro voor hun plaat Raise Me (1991).
- De Amerikaanse band Cake bracht in 1996 een alternatieve rockversie van het nummer uit, waarin het nummer wordt bekeken vanuit het standpunt van een man. Deze versie werd ook gebruikt in reclamespots.
- Chantay Savage nam een balladuitvoering op als titelnummer van haar album I Will Survive (Doin' It My Way) uit 1996.
- Diana Ross nam met producer Narada Michael Walden een houseversie op voor haar album Take Me Higher uit 1996.
- Van salsazangeres Celia Cruz verscheen in 2000 een Spaanstalige versie; Yo Viviré.
- Verder hebben onder anderen Gladys Knight, Brotherhood of Man, Melanie Safka en Demi Lovato het nummer opgenomen.

### Door Gloria Gaynor
- Van Gloria Gaynor zelf zijn er verschillende versies uitgebracht. Tijdens de opnamen van de televisiespecial A '70s Celebration: The Beat Is Back in 1993 zong ze het samen met Vicki Sue Robinson en Thelma Houston.

### Door Nederlandse en Belgische artiesten
- In 1986 bracht André Hazes een Nederlandstalige versie uit onder de titel 't Is voorbij. Het was de tweede single van zijn album Jij bent alles.
- Paul de Leeuw zong een Finstalige versie in VARA's oudejaarsshow van 1989.
- In 2001 bracht Will Tura een versie uit onder de titel Ik ben vrij.
- In 2020 werd bij het Nederlandse televisieprogramma Even tot hier een hertaling gezongen onder de titel Thierry blijft.

#### Versie Hermes House Band
In 1994 bracht de Hermes House Band een coverversie van I will survive in 1994 op single uit en scoorde er een nummer 1-hit mee. Zodoende werd deze versie in Nederland het bekendst. Ook in Duitsland, België en Frankrijk was de Hermes House Band met dit nummer bijzonder populair. Daarnaast klinkt in het Rotterdamse stadion De Kuip na ieder doelpunt van Feyenoord het refrein.  Ook schalt het nummer over de Coolsingel als Feyenoord een belangrijke prijs wint.
Het Franse nationale voetbalelftal werd in 1998 en 2018 wereldkampioen, met deze Nederlandse lalala-versie als lijflied. Het nummer haalde beide jaren de nummer 1-positie in de Franse hitlijsten.
De Hermes House Band speelde op Koningsdag 2023 het nummer live voor de Nederlande Koninklijke Familie die dat jaar Rotterdam bezocht.

## Hitnoteringen

### Gloria Gaynor

#### Nederlandse Top 40
| Hitnotering week 1 t/m 10: 24-03-1979 t/m 26-05-1979 Hitnotering week 11 t/m 18: 13-02-1988 t/m 02-04-1988 | Hitnotering week 1 t/m 10: 24-03-1979 t/m 26-05-1979 Hitnotering week 11 t/m 18: 13-02-1988 t/m 02-04-1988 | Hitnotering week 1 t/m 10: 24-03-1979 t/m 26-05-1979 Hitnotering week 11 t/m 18: 13-02-1988 t/m 02-04-1988 | Hitnotering week 1 t/m 10: 24-03-1979 t/m 26-05-1979 Hitnotering week 11 t/m 18: 13-02-1988 t/m 02-04-1988 | Hitnotering week 1 t/m 10: 24-03-1979 t/m 26-05-1979 Hitnotering week 11 t/m 18: 13-02-1988 t/m 02-04-1988 | Hitnotering week 1 t/m 10: 24-03-1979 t/m 26-05-1979 Hitnotering week 11 t/m 18: 13-02-1988 t/m 02-04-1988 | Hitnotering week 1 t/m 10: 24-03-1979 t/m 26-05-1979 Hitnotering week 11 t/m 18: 13-02-1988 t/m 02-04-1988 | Hitnotering week 1 t/m 10: 24-03-1979 t/m 26-05-1979 Hitnotering week 11 t/m 18: 13-02-1988 t/m 02-04-1988 | Hitnotering week 1 t/m 10: 24-03-1979 t/m 26-05-1979 Hitnotering week 11 t/m 18: 13-02-1988 t/m 02-04-1988 | Hitnotering week 1 t/m 10: 24-03-1979 t/m 26-05-1979 Hitnotering week 11 t/m 18: 13-02-1988 t/m 02-04-1988 | Hitnotering week 1 t/m 10: 24-03-1979 t/m 26-05-1979 Hitnotering week 11 t/m 18: 13-02-1988 t/m 02-04-1988 | Hitnotering week 1 t/m 10: 24-03-1979 t/m 26-05-1979 Hitnotering week 11 t/m 18: 13-02-1988 t/m 02-04-1988 | Hitnotering week 1 t/m 10: 24-03-1979 t/m 26-05-1979 Hitnotering week 11 t/m 18: 13-02-1988 t/m 02-04-1988 | Hitnotering week 1 t/m 10: 24-03-1979 t/m 26-05-1979 Hitnotering week 11 t/m 18: 13-02-1988 t/m 02-04-1988 | Hitnotering week 1 t/m 10: 24-03-1979 t/m 26-05-1979 Hitnotering week 11 t/m 18: 13-02-1988 t/m 02-04-1988 | Hitnotering week 1 t/m 10: 24-03-1979 t/m 26-05-1979 Hitnotering week 11 t/m 18: 13-02-1988 t/m 02-04-1988 | Hitnotering week 1 t/m 10: 24-03-1979 t/m 26-05-1979 Hitnotering week 11 t/m 18: 13-02-1988 t/m 02-04-1988 | Hitnotering week 1 t/m 10: 24-03-1979 t/m 26-05-1979 Hitnotering week 11 t/m 18: 13-02-1988 t/m 02-04-1988 | Hitnotering week 1 t/m 10: 24-03-1979 t/m 26-05-1979 Hitnotering week 11 t/m 18: 13-02-1988 t/m 02-04-1988 | Hitnotering week 1 t/m 10: 24-03-1979 t/m 26-05-1979 Hitnotering week 11 t/m 18: 13-02-1988 t/m 02-04-1988 | Hitnotering week 1 t/m 10: 24-03-1979 t/m 26-05-1979 Hitnotering week 11 t/m 18: 13-02-1988 t/m 02-04-1988 |
| Week | 1 | 2 | 3 | 4 | 5 | 6 | 7 | 8 | 9 | 10 | | 11 | 12 | 13 | 14 | 15 | 16 | 17 | 18 | |
| --- | --- | --- | --- | --- | --- | --- | --- | --- | --- | --- | --- | --- | --- | --- | --- | --- | --- | --- | --- | --- |
| Positie | 30 | 24 | 15 | 8 | 6 | 4 | 5 | 11 | 18 | 25 | uit | 34 | 27 | 20 | 14 | 14 | 19 | 30 | 40 | uit |

#### Nationale Hitparade / Nationale Hitparade Top 100
| Hitnotering week 1 t/m 13: 17-03-1979 t/m 09-06-1979 Hitnotering week 14 t/m 29: 09-01-1988 t/m 23-04-1988 | Hitnotering week 1 t/m 13: 17-03-1979 t/m 09-06-1979 Hitnotering week 14 t/m 29: 09-01-1988 t/m 23-04-1988 | Hitnotering week 1 t/m 13: 17-03-1979 t/m 09-06-1979 Hitnotering week 14 t/m 29: 09-01-1988 t/m 23-04-1988 | Hitnotering week 1 t/m 13: 17-03-1979 t/m 09-06-1979 Hitnotering week 14 t/m 29: 09-01-1988 t/m 23-04-1988 | Hitnotering week 1 t/m 13: 17-03-1979 t/m 09-06-1979 Hitnotering week 14 t/m 29: 09-01-1988 t/m 23-04-1988 | Hitnotering week 1 t/m 13: 17-03-1979 t/m 09-06-1979 Hitnotering week 14 t/m 29: 09-01-1988 t/m 23-04-1988 | Hitnotering week 1 t/m 13: 17-03-1979 t/m 09-06-1979 Hitnotering week 14 t/m 29: 09-01-1988 t/m 23-04-1988 | Hitnotering week 1 t/m 13: 17-03-1979 t/m 09-06-1979 Hitnotering week 14 t/m 29: 09-01-1988 t/m 23-04-1988 | Hitnotering week 1 t/m 13: 17-03-1979 t/m 09-06-1979 Hitnotering week 14 t/m 29: 09-01-1988 t/m 23-04-1988 | Hitnotering week 1 t/m 13: 17-03-1979 t/m 09-06-1979 Hitnotering week 14 t/m 29: 09-01-1988 t/m 23-04-1988 | Hitnotering week 1 t/m 13: 17-03-1979 t/m 09-06-1979 Hitnotering week 14 t/m 29: 09-01-1988 t/m 23-04-1988 | Hitnotering week 1 t/m 13: 17-03-1979 t/m 09-06-1979 Hitnotering week 14 t/m 29: 09-01-1988 t/m 23-04-1988 | Hitnotering week 1 t/m 13: 17-03-1979 t/m 09-06-1979 Hitnotering week 14 t/m 29: 09-01-1988 t/m 23-04-1988 | Hitnotering week 1 t/m 13: 17-03-1979 t/m 09-06-1979 Hitnotering week 14 t/m 29: 09-01-1988 t/m 23-04-1988 | Hitnotering week 1 t/m 13: 17-03-1979 t/m 09-06-1979 Hitnotering week 14 t/m 29: 09-01-1988 t/m 23-04-1988 | Hitnotering week 1 t/m 13: 17-03-1979 t/m 09-06-1979 Hitnotering week 14 t/m 29: 09-01-1988 t/m 23-04-1988 | Hitnotering week 1 t/m 13: 17-03-1979 t/m 09-06-1979 Hitnotering week 14 t/m 29: 09-01-1988 t/m 23-04-1988 |
| Week | 1 | 2 | 3 | 4 | 5 | 6 | 7 | 8 | 9 | 10 | 11 | 12 | 13 | | 14 | 15 |
| --- | --- | --- | --- | --- | --- | --- | --- | --- | --- | --- | --- | --- | --- | --- | --- | --- |
| Positie | 47 | 32 | 24 | 16 | 14 | 9 | 5 | 11 | 10 | 16 | 26 | 36 | 38 | uit | 100 | 100 |
| Week | 16 | 17 | 18 | 19 | 20 | 21 | 22 | 23 | 24 | 25 | 26 | 27 | 28 | 29 | | |
| Positie | 95 | 71 | 31 | 19 | 17 | 15 | 15 | 16 | 18 | 34 | 43 | 65 | 75 | 94 | uit | |

#### NPO Radio 2 Top 2000
| Nummer met noteringen in de NPO Radio 2 Top 2000 | '99 | '00 | '01 | '02 | '03 | '04 | '05 | '06 | '07 | '08 | '09  | '10 | '11 | '12 | '13 | '14 | '15  | '16  | '17  | '18 | '19 | '20 | '21 | '22  | '23 | '24 |
| ------------------------------------------------ | --- | --- | --- | --- | --- | --- | --- | --- | --- | --- | ---- | --- | --- | --- | --- | --- | ---- | ---- | ---- | --- | --- | --- | --- | ---- | --- | --- |
| I Will Survive                                   | 345 | 573 | 556 | 704 | 831 | 753 | 883 | 860 | 888 | 796 | 1237 | 857 | 891 | 899 | 998 | 961 | 1001 | 1101 | 1011 | 646 | 873 | 705 | 835 | 1042 | 931 | 934 |

1. ↑  Een vetgedrukt getal geeft de hoogste notering aan.

### Hermes House Band

#### Nederlandse Top 40
| Hitnotering: 05-11-1994 t/m 04-03-1995 | Hitnotering: 05-11-1994 t/m 04-03-1995 | Hitnotering: 05-11-1994 t/m 04-03-1995 | Hitnotering: 05-11-1994 t/m 04-03-1995 | Hitnotering: 05-11-1994 t/m 04-03-1995 | Hitnotering: 05-11-1994 t/m 04-03-1995 | Hitnotering: 05-11-1994 t/m 04-03-1995 | Hitnotering: 05-11-1994 t/m 04-03-1995 | Hitnotering: 05-11-1994 t/m 04-03-1995 | Hitnotering: 05-11-1994 t/m 04-03-1995 | Hitnotering: 05-11-1994 t/m 04-03-1995 | Hitnotering: 05-11-1994 t/m 04-03-1995 | Hitnotering: 05-11-1994 t/m 04-03-1995 | Hitnotering: 05-11-1994 t/m 04-03-1995 | Hitnotering: 05-11-1994 t/m 04-03-1995 | Hitnotering: 05-11-1994 t/m 04-03-1995 | Hitnotering: 05-11-1994 t/m 04-03-1995 | Hitnotering: 05-11-1994 t/m 04-03-1995 | Hitnotering: 05-11-1994 t/m 04-03-1995 |
| Week                                   | 1                                      | 2                                      | 3                                      | 4                                      | 5                                      | 6                                      | 7                                      | 8                                      | 9                                      | 10                                     | 11                                     | 12                                     | 13                                     | 14                                     | 15                                     | 16                                     | 17                                     |                                        |
| -------------------------------------- | -------------------------------------- | -------------------------------------- | -------------------------------------- | -------------------------------------- | -------------------------------------- | -------------------------------------- | -------------------------------------- | -------------------------------------- | -------------------------------------- | -------------------------------------- | -------------------------------------- | -------------------------------------- | -------------------------------------- | -------------------------------------- | -------------------------------------- | -------------------------------------- | -------------------------------------- | -------------------------------------- |
| Positie                                | 31                                     | 17                                     | 8                                      | 4                                      | 2                                      | 2                                      | 2                                      | 1                                      | 1                                      | 1                                      | 2                                      | 4                                      | 7                                      | 8                                      | 14                                     | 30                                     | 30                                     | uit                                    |

#### Mega Top 50
| Hitnotering: 05-11-1994 t/m 25-02-1995 | Hitnotering: 05-11-1994 t/m 25-02-1995 | Hitnotering: 05-11-1994 t/m 25-02-1995 | Hitnotering: 05-11-1994 t/m 25-02-1995 | Hitnotering: 05-11-1994 t/m 25-02-1995 | Hitnotering: 05-11-1994 t/m 25-02-1995 | Hitnotering: 05-11-1994 t/m 25-02-1995 | Hitnotering: 05-11-1994 t/m 25-02-1995 | Hitnotering: 05-11-1994 t/m 25-02-1995 | Hitnotering: 05-11-1994 t/m 25-02-1995 | Hitnotering: 05-11-1994 t/m 25-02-1995 | Hitnotering: 05-11-1994 t/m 25-02-1995 | Hitnotering: 05-11-1994 t/m 25-02-1995 | Hitnotering: 05-11-1994 t/m 25-02-1995 | Hitnotering: 05-11-1994 t/m 25-02-1995 | Hitnotering: 05-11-1994 t/m 25-02-1995 | Hitnotering: 05-11-1994 t/m 25-02-1995 | Hitnotering: 05-11-1994 t/m 25-02-1995 |
| Week                                   | 1                                      | 2                                      | 3                                      | 4                                      | 5                                      | 6                                      | 7                                      | 8                                      | 9                                      | 10                                     | 11                                     | 12                                     | 13                                     | 14                                     | 15                                     | 16                                     |                                        |
| -------------------------------------- | -------------------------------------- | -------------------------------------- | -------------------------------------- | -------------------------------------- | -------------------------------------- | -------------------------------------- | -------------------------------------- | -------------------------------------- | -------------------------------------- | -------------------------------------- | -------------------------------------- | -------------------------------------- | -------------------------------------- | -------------------------------------- | -------------------------------------- | -------------------------------------- | -------------------------------------- |
| Positie                                | 45                                     | 18                                     | 7                                      | 3                                      | 2                                      | 2                                      | 2                                      | 1                                      | 1                                      | 2                                      | 4                                      | 4                                      | 8                                      | 8                                      | 22                                     | 32                                     | uit                                    |